# 浦上宗辰
浦上 宗辰（うらがみ むねとき）は、戦国時代から安土桃山時代にかけての武将。

## 略歴
備前国の戦国大名・浦上宗景の嫡男として生まれる。家臣の宇喜多直家が離反し、後に和睦した際に、その娘を妻として娶った。
天正3年（1575年）、三村氏を滅ぼして宿願を果たしたが、その後、機嫌を伺いに岡山城へ赴いた際、天神山城に帰ったが、同日に死去。
舅・宇喜多直家による毒殺であった。

## 実在に関する疑問
当時の文書などでは一切実在が確認できず、また遺されている墓に伝わる伝説や没年なども、近年の畑和良などの研究者によって否定されつつある、「1577年宗景追放説」に従って作られており、宗辰の存在が疑問視されている。